# 김응조 (목회자)
김응조(1896년 ~ 1991년, 대한민국 경상북도 영덕군 출생)는 대한민국의 성결교 목사이다. 호는 영암(靈岩)이다.

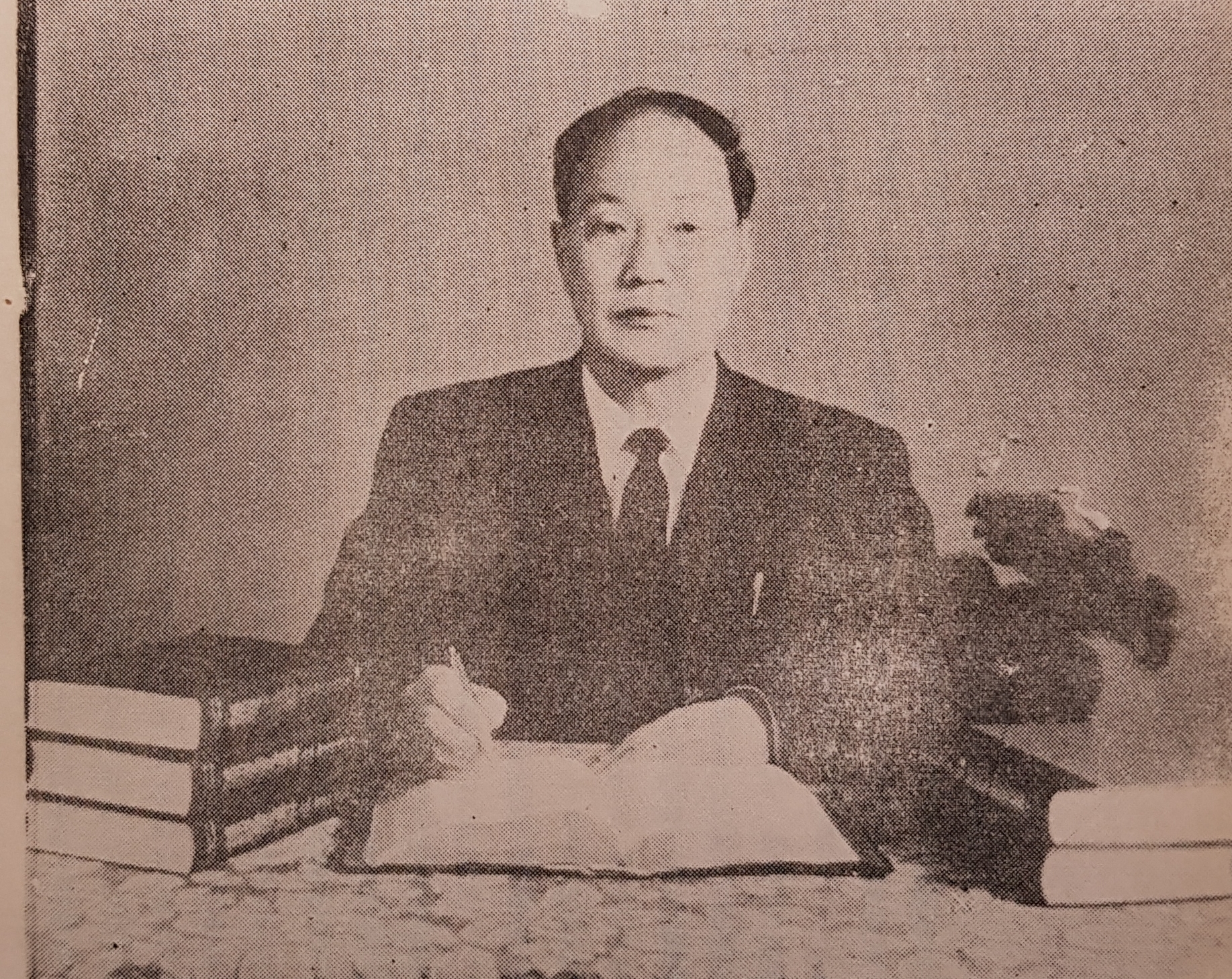
성결교 신학자 김응조 박사

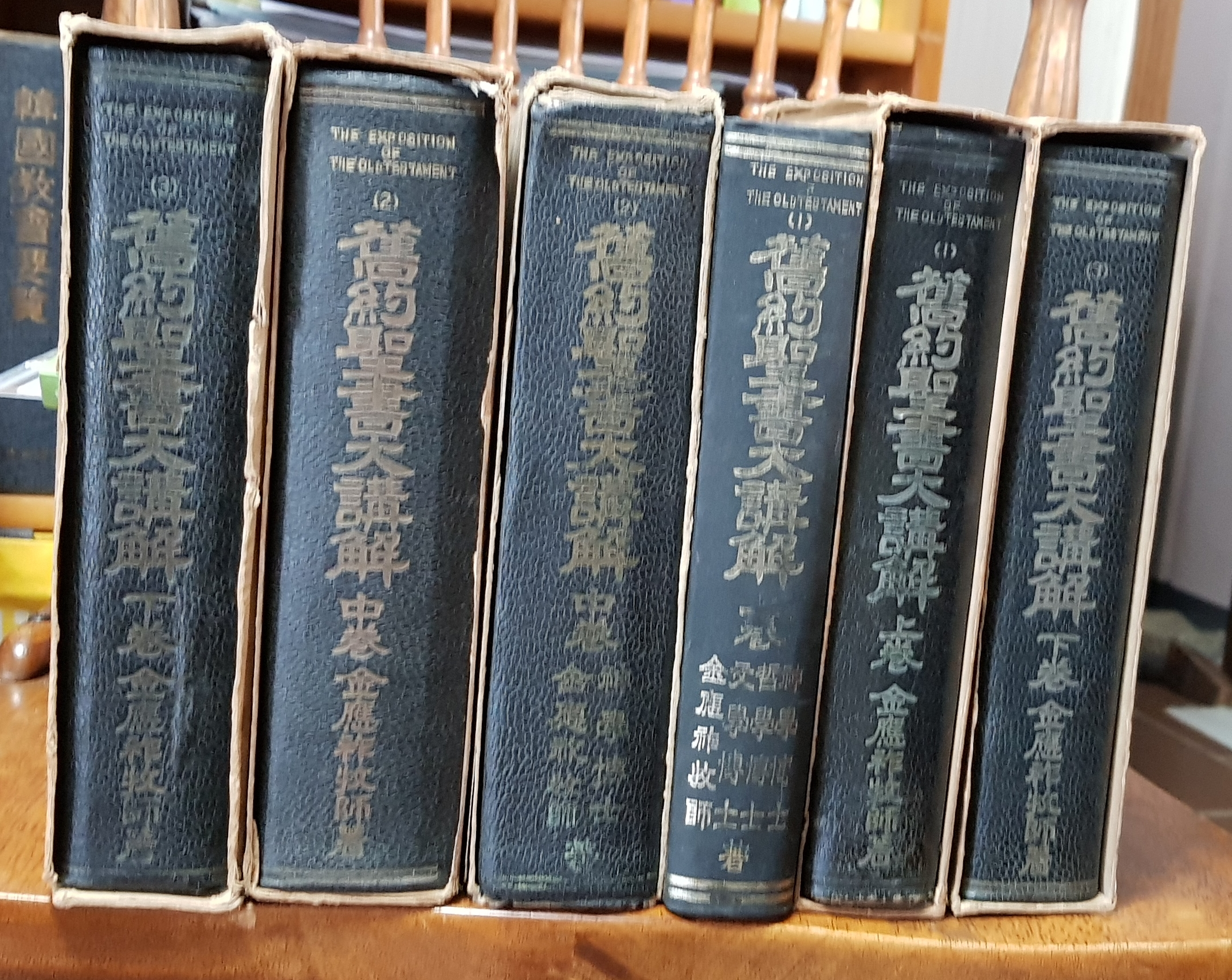
김응조 박사의 주석

## 김응조 목사의 약력
- 1896. 1. 26 경북 영덕군 지품면 낙평리에서 출생
- 1915. 4. 15 대구 계성고등학교 4년 수학 및 교원 양성학과 졸업
- 1917. 4 경성성서학원 입학
- 1917. 5 일본어 가능한 경성성서학원 수양생 7명이 대거부락전도운동 대원으로 선발되어 1년간 일본에 파송되어 전도에 전력함
- 1917. 9. 13 일본에서 대거부락전도운동 사역중 재림의 환상과 성결의 은혜 체험
- 1918. 4 김응조 등의 수양생 7인, 일본에서 대거부락전도운동의 사역을 마치고 조선 귀국
- 1919. 3 3.1 운동에 경성성서학원 학생대표로 참가
- 1919. 4. 14 만세운동 주동자로 고향 영덕에서 체포 당함
- 1919. 9 징역 2년 판결
- 1920. 7. 15 대구형무소 복역후 석방 (왕세자 이은의 가례 특사로 출옥)
- 1920. 10. 1 경성성서학원 졸업
- 1920. 10. 10 전도사로서 철원교회 주임교역자 부임
- 1921. 3. 전도사로서 경안교회 (現 광주교회) 주임교역자 부임
- 1923. 3. 전도사로서 안성교회 제3대 주임교역자 부임
- 1924. 3. 전도사로서 아현교회 제6대 주임교역자 부임
- 1926. 3. 29 조선야소교 동양선교회 성결교회 제3회 전국교역자회에서 목사 안수 받음
- 1927. 3. 북청감리목사로 파송됨
- 1929. 7. 15 목포교회(現 북교동교회) 제2대 주임교역자 부임
- 1930. 9. 30. 목포 유달산 신유 체험으로 건강 회복
- 1931. 3 호남지방 감리목사로 파송됨
- 1931.7 이리교회 (現 사랑의동산교회 주임교역자 부임)
- 1936. 4 ~ 1938. 5. 4 중부지방 감리목사 및 독립문교회(現 한우리교회) 제8대 주임교역자 겸임
  - 1936. 4 ~ 1938. 5. 4 중부지방 감리목사
  - 1937. 4 ~ 1938. 5. 4 독립문교회(現 한우리교회) 제8대 주임
- 1938. 5. 4 ‘신사참배’ 거부하고 성결교단 탈퇴
- 1938 ~ 1942. 복음·전도 잡지 「생명지광」 경영
- 1946. 7 성결교 월간잡지 『活泉』에 원고 기고의 약속을 계기로 교단 복귀
- 1950. 8 ~ 1953. 8 성결교회 전임 부흥사로 활약
- 1953. 9 ~ 1961. 3 서울신학교 교수 역임
- 1956. 4 기독교대한성결교회 제11대 총회장 당선
- 1961. 4. 14. 복음진리 수호동지회 조직
- 1962. 7 미국 훼이스 신학대학원에서 명예 신학박사 취득
- 1962. 9 ~ 1980. 11 성결신학교 설립 및 교장 취임(교수 겸임)
- 1977. 12. 13 독립유공자 서훈 받음
- 1987. 12. 5 교육공로자 대한민국 국민포장 받음
- 1991. 4. 17 경기도 안양시 자택에서 소천 (향년 96세)

## 신앙생활의 시작
김응조 목사는 경상북도 영덕군 지품면 낙평동에서 1896년 12월 3일, 강직하고 유연한 성격의 부친 김원섭 씨와 모친 함영국 씨의 차남으로 출생하였다. 그가 14살이 되던 1910년, 일제는 이 나라를 송두리째 앗아갔다. 이러한 때에 마침 경성에서 내려와 “구국이 곧 기독교 수용”이라는 애국지사 최봉희의 말에 감동되어, 김응조 목사의 부친인 김원섭은 5명의 가족과 함께 수암교회에 입교하였다. 김응조 목사의 신앙생활이 시작된 것이다.
어느 주일날 동화 시간에 선생님으로부터 모세에 대한 설교를 듣고 크게 감동을 받은 김응조는 원님이 아닌 모세의 꿈을 갖게 되었다. 계동학교를 마친 후 대구에 있는 계성학교로 진학한 그는 앞으로의 진로에 대해서 고민하기 시작하였다. 그리고 마침내 미국 유학의 꿈을 품게 되었다. 그러나 이 꿈은 이루어지지 않았다. 계성학교를 졸업하고, 유학의 꿈이 좌절되자, 그는 기도와 성경 연구로 준비하여 드디어 1917년 4월 15일 경성성서학원에 입학하게 되었다. 어릴 때 모세의 꿈을 가졌던 그는 성서학원을 모세의 미디안 땅으로, 바울의 아라비아 수양처로 생각하고 일생을 하나님께 바칠 것을 결심하였던 것이다.

## 3·1운동과 항일 활동
1919년 3·1운동이 일어나자, 김응조는 경성성서학원 대표로 경성시내 전문학교 학생들과 만세 운동에 참여하여 약 1년 6개월의 옥고를 치르기도 하였다. 출옥 후 경성성서학원을 졸업한 김응조 전도사는 “한국을 나의 교구로 삼아 주소서”라는 기도와 함께 한국 지도에 의주에서 부산까지, 그리고 인천에서 원산까지 종횡으로 붉은 십자가를 그려 놓고 기도하였다. 그는 본부의 파송 결정에 따라 강원도 철원교회, 경기도 광주 경안교회, 안성교회, 아현교회에서 사역한 후, 1926년 3월 29일 제3회 전국교역자회에서 목사 안수를 받았다. 30세에 안수받은 김응조 목사는 그 해 10월 광활한 미개척지인 북선지방 감리목사에 임명되어, 함경남북도, 북부 강원도 일부, 북간도 전체를 책임지게 되었다. 당시, 성결교회 5개 지방(지방회) 가운데 하나인 북선지방은 북청군내 5개처 교회와 함흥, 회령, 북간도 용정, 강원도 강릉 등 10개처에 불과하였다. 그러나 김응조 목사의 부임 후 5년 동안에 40개교회로 증가되는 등, 북선지방의 교세 신장은 놀라웠다.

## 육체의 병과 치유
그런데 병을 얻었다. 자신의 몸을 돌보지 않고 사역에 힘쓴 탓이다. 이에 요양 차 따뜻한 남쪽의 목포교회로 내려가게 되었다. 그러나 교회와 주택문제 그리고 생활고에 시달려 요양은 고사하고 병이 가중되어 고통과 낙망 가운데 죽음만을 기다리게 되었다. 마지막 선택으로 김응조 목사는 죽기를 각오하고 하나님께 호소하기 위해 1930년 9월 1일 기어서 유달산에 올랐다. 이후 매일 올라가 기도하였다. 그리고 한 달 후인 1930년 9월 30일 유달산에서 하나님의 뜨거운 신유의 복음을 체험하게 된다.
유달산에서 신유체험을 한 후, 목포교회를 중심으로 도서지방 전도에 성공을 거두던 중에 총회본부에서 그의 건강 회복 소식을 듣고, 그를 호남지방(충청도, 전라도) 감리목사로 임명하여 대전교회에 주재케 하였다. 그는 1931년부터 1936년까지 호남지방회를 맡아 사역하는 중에 신개척 39개소, 교회당 건축 36처소, 신자의 증가 4,000명이라는 결실을 맺었다. 그는 1936년 4월 연회에서 중부지방(서울, 경기도, 강원도) 순회이사로 전도의 명령을 받아 지방교회 순회에 몰두하며, 독립문교회를 겸임하기도 했다.

## 신사참배 거부와 항일 활동
1938년 일제가 신사참배를 강요할 때, 김응조 목사는 “신사참배는 국가의식이요 우상이 아니다”라는 성결교회 지도부의 변절된 주장에 대해 몇 차례 반대하였으나 불응하므로 위로 하나님만 바라보고, 홀로 외로운 길을 걸어가기로 결심하고 교단과 교회를 1938년 5월 4일 떠났다. 1938년 성결교회를 떠난 김응조 목사는 문서전도를 통해 복음을 국내외로 전하려는 계획을 세우고 기독신보판과 같은 『생명지광』을 만들어 배포했다.

## 광복후 활동
해방과 함께 서울 동대문감리교회에서 영암이 인도한 부흥회는 1945년 광복 후 한국에서 처음으로 열린 집회로 알려지고 있다. 해방 직후 지방 각지로 순회하면서 부흥집회를 인도하던 그는 1946년 7월 활천에 원고를 기고하기로 약속하는 것을 계기로 하여 다시 성결교회로 돌아오게 되었고, 곧 성결교회 전임 부흥사로서 활약하였고 이후 서울신학교 전임교수로 초빙을 받게 되었다.

## 6·25 동란과 극복
1950년 6·25 사변이 일어날 때 부산으로 내려가 피란신학교 교수생활을 하였다. 휴전 후 4년만에 다시 신학교가 서울로 복귀하자 이 기회에 김응조 목사는 조용히 서재에 들어가 저작 활동에 주력하여 많은 책들을 저술하였다. 1954년 펴낸 그의 「말세와 예수의 재림」은 6·25 동란 중 부산 피난시절에 행한 강론을 묶은 것으로 생각된다.

## 기독교대한성결교회총회장 역임
1956년 4월에 개최된 기독교대한성결교회 제50차 총회에서 제11대 총회장에 당선되어 총회장으로서 성결 교단의 발전에 큰 공헌을 하였다.

## 기성과예성의 분열
1961년 4월 11일 제16회 교단 총회는 지난 제15회 총회에서 NCC와 NAE 두 기관에 대한 동시 탈퇴 안이 보류되어 이월됐음에도 불구하고, 이 문제를 거론하지 않고 오히려 양 기관에 더 많은 대표를 파송하기로 결정했다. 사태가 여기에 이르자 양 기관 탈퇴를 이명직, 이성봉, 황성택 목사와 함께 주장하던 김응조 목사는 이들과 함께 ‘복음진리수호동지회’를 조직하였다. '복음진리수호동지회'는 ‘예수교대한성결교회’의 전신이다.

## 성결신학교의 설립
예수교대한성결교회의 목회자 양성을 위하여 1962년 9월 20일에 성결대학교의 전신인 성결신학교(聖潔神學校)를 서울특별시 서대문구 충정로 김응조 목사의 사택에서 50명의 입학생으로 개교하였고 김응조 목사는 초대 교장으로 헌신하였다.

## 사망
1991년 4월 17일 김응조 목사는 96세의 나이로 경기도 안양시에 소재한 자택에서 소천하였다.

## 저서
| - 목회학(1937) - 모범 설교 500제(1937) - 성서아동설교집(1937) - 성서부인설교집(1939) - 다니엘서 강의(1953) - 말세와 예수재림(1954) - 사막의 생수(1954) - 부흥의 불꽃(1954) - 설교예제 5백 문제(1955) - 기독전(1956) - 바울전(1956) - 성서절기설교(1959) - 구약성서대강해-상(1959) - 구약성서대강해-중(1960) - 구약성서대강해-하(1960) | - 신약성서대강해-상(1961) - 신약성서대강해-중(1961) - 신약성서대강해-하(1962) - 하늘의 만나(1967) - 하나님의 장막(1968) - 기독교 2천년사(1968) - 황야의 과객(1968) - 성서난해구 해석(1968) - 신구약성서 답안(1968) - 성서적 정통신학(1969) - 구약역사철학(1970) - 하늘의 매일 메시지(1971) - 나는 기도해서 얻었다(1971) - 실천신학 목회학(1973) - 모범설교예제(1973) | - 성서대강해-제1권(1980) - 성서대강해-제2권(1981) - 성서대강해-제3권(1981) - 성서대강해-제4권(1981) - 성서대강해-제5권(1981) - 성서대강해-제6권(1981) - 성서대강해-제7권(1981) - 성서대강해-제8권(1981) - 성서대강해-제9권(1981) - 성서대강해-제10권(1981) - 성서대강해-제11권(1981) - 성서대강해-제12권(1981) - 은총 90년: 영암 김응조 박사의 자서전(1983) - 사중복음-교리(1985) - 생수를 주리라-설교(1988) - 성서대강해(24권) |

## 같이 보기
- 대한민국의 목회자 목록
- 예수교대한성결교회
- 기독교대한성결교회
- 성결대학교
- 이명직
- 정상운
- 기독교대한성결교회 역대총회장
- 한국의 성결교회